# Akademie am See
Die akademie am see. Koppelsberg ist eine staatlich anerkannte Einrichtung der Weiterbildung am Großen Plöner See in Trägerschaft des Vereins Ev. Landvolkshochschule Koppelsberg e. V. und bietet pro Jahr etwa 200 generationsübergreifende Seminare, Fortbildungen und Bildungsurlaube für alle Milieuschichten an.

## Geschichte

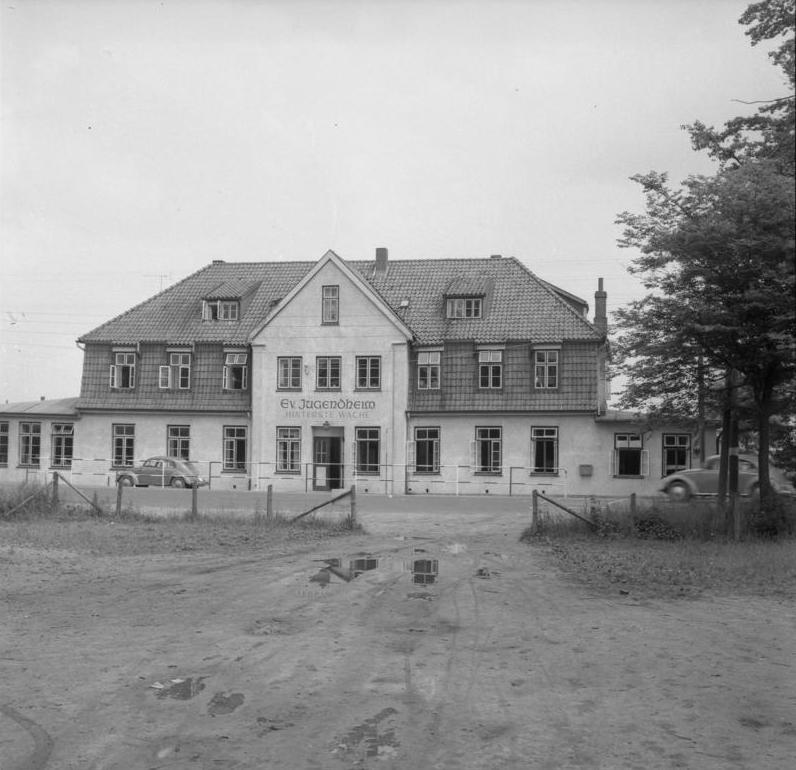
Koppelsberg (1958)

In der Tradition der Heimvolkshochschulen, die ihren Ursprung in Dänemark haben, wurde 1954 mit dem Ziel der Errichtung und Unterhaltung einer Landvolk-Hochschule zunächst der Verein „Evangelisch-Lutherische Volkshochschule in Schleswig-Holstein e. V.“ gegründet. Nach der offiziellen Eröffnung der Evangelisch-Lutherischen Landvolk-Hochschule Koppelsberg im selben Jahr fand der erste Kurs zunächst in dem heute noch bestehenden Gebäude des Evangelischen Jugendheims der Hintersten Wache statt. 1958 wurde der Grundstein für das Schulgebäude gelegt, in dessen Osttrakt bereits im folgenden Jahr der erste Sommerkurs stattfinden konnte, ehe 1961 das komplette Schulgebäude eingeweiht wurde. Nachdem der letzte Winterkurs 1970 zu Ende gegangen war, startete die Landvolk-Hochschule mit einem neuen Bildungskonzept und erhielt 1972 mit der Evangelisch-Lutherischen Landvolkshochschule Koppelsberg einen neuen Namen. 1994 wurde der Name abermals geändert in Evangelische Landvolkshochschule Koppelsberg (ELK). Diese arbeitet seitdem als marktorientierte Bildungseinrichtung in finanzieller und personeller Trennung von der damaligen Nordelbischen Kirche. Im Jahr 1999 kaufte der Vereine das Schulgrundstück für eine symbolische Mark von der Nordelbischen Kirche und begann im Folgejahr mit umfangreichen Modernisierungsarbeiten und einem Neubau, der im Jahr 2000 fertiggestellt werden konnte. 2003 wurde die bisherige Schule in die heutige akademie am see. Koppelsberg umbenannt. Aufgrund angekündigter umfangreicher Kürzungen der Landesregierung von Schleswig-Holstein im Bildungsbereich war der Verein im Jahr 2010 existentiell bedroht. Trotzdem wurde die Akademie energetisch saniert und erhielt nicht nur eine neue Küche und neue Fenster, sondern auch ein Blockheizkraftwerk. Unter Anwesenheit von Bildungsminister Ekkehard Klug wurde die Akademie 2010 neu eröffnet und konnte im Folgejahr 2011 über 10.000 Teilnehmertage verzeichnen. Aufgrund der bundesweiten Einschränkungen durch das Corona-Virus musste die Akademie im Frühjahr 2020 zeitweilig ihren Tagungsbetrieb einstellen, entwickelte aber in dieser Zeit neue Formate. Außerdem wurden umfangreiche Baumaßnahmen und Modernisierungsprojekte vorbereitet.

### Entwicklungsbezogene Bildungsarbeit auf dem Land
Als Folge kontroverser entwicklungspolitischer Debatten zwischen Vertretern der Landwirtschaft und kirchlicher Werke wurde mit Hilfe des Ausschusses für entwicklungsbezogener Bildungsarbeit und Publizistik (APB) der Evangelischen Kirche in Deutschland und dem Ausschuss für Kirchlichen Weltdienst der Nordelbischen Kirche (AKWD) von 1982 bis 1988 das Modellprojekt Entwicklungsbezogene Bildungsarbeit auf dem Land an der Landvolkshochschule Koppelsberg (LVHS) initiiert. Neben der kritischen Reflexion internationaler Überschussproduktion wurden die Herausforderungen des schleswig-holsteinischen ländlichen Raumes mit der Lebenssituation in einem indischen Partnerprojekt verglichen. Außerdem ging es darum, sich über die Bildungsbenachteiligung und Armutsgefährdung im ländlichen Raum Schleswig-Holsteins bewusst zu werden und Gegenmaßnahmen zu treffen. In Folge dieses Modellprojekts unter der Leitung von Helmut Bublies wurden konkrete Forderungen zur Armutsbekämpfung und sozialen Absicherung der Landbevölkerung formuliert und die Bildungsarbeit des Landjugendverbandes Schleswig-Holstein nachhaltig verändert und geprägt. Kooperation und Kontinuität wurden zu zentralen Eckpfeilern der Bildungsarbeit in der Landjugend.

## Selbstverständnis und Schwerpunkte
Als staatlich anerkannte Weiterbildungseinrichtung versteht sich die Akademie als konfessionellunabhängige und parteiübergreifende Bildungseinrichtung der Jugend-, Erwachsenen- und Familienbildung und möchte mit ihrem Seminarangebot in ökumenischer Offenheit und Verantwortung die Mitverantwortung der Menschen für die Gemeinschaft, die Gesellschaft und das staatliche Gefüge anregen. Ihre Bildungsangebote richten sich an Menschen unterschiedlicher kultureller, religiöser und sozialer Herkunft. Sie sollen Menschen dazu befähigen, selbständig und verantwortungsbewusst im öffentlichen und privaten Leben zu denken, zu entscheiden und zu handeln. Im Mittelpunkt steht die Ermutigung und gezielte Förderung ehrenamtlich Engagierter oder von Menschen, die Interesse an Freiwilligenarbeit haben.

### Zentrum für Bürgerengagement
Ein eigener Arbeitszweig ist das „Zentrum für Bürgerengagement“. Ziel des Zentrums ist es Menschen zu befähigen, durch Stärkung der Selbstbefähigung und Mitgestaltung, sich für ihre eigenen Interessen einzusetzen. Dazu gehört auch die Verbesserung der Chancen von Menschen mit geistigen und psychischen Behinderungen.

### Familienzentrum Koppelsberg
In dem Arbeitsbereich des Familienzentrums finden besonders die Lebenssituation Alleinerziehender und kinderreicher Familien Berücksichtigung. Durch geschlechtsspezifische Angebote für Frauen und Mädchen wird ihre Benachteiligungen abgebaut und ihre Lebenslagen verbessert. Über Angebote für Familien mit Migrationshintergrund unterstützt die Akademie am See deren gesellschaftliche Integration.

### Ökologische Werkstatt
Durch die Weckung eines tieferen Naturverständnisses setzt sich die Akademie in der ökologischen Werkstatt für die Bewahrung der natürlichen Umwelt und eines aktiven Klimaschutzes ein. Im Mittelpunkt stehen die Entwicklung zukünftiger und nachhaltiger Lebensmodelle.

## Trägerstruktur und Leitung
Der eingetragene Verein Ev. Landvolkshochschule Koppelsberg e. V. trägt, fördert und unterhält die „akademie am see. Koppelsberg“. Er arbeitet mit anderen Bildungsträgern wie, bspw. dem Landesverband der Volkshochschulen in Schleswig-Holstein, zusammen, um die eigenen Bildungsziele zu verstärken und sozial zu vernetzen. Alle drei Jahre wählt die jährlich tagende Mitgliederversammlung einen neuen Vorstand, dem mindestens fünf, jedoch höchstens zwölf Mitglieder angehören. Die Leitung der Akademie wir einer vom Verein angestellten Akademieleitung übertragen. Seit 2015 hat die Literaturwissenschaftlerin Ute Klünder die Leitung der Akademie übernommen. 2017 erhielt sie die Vollmacht einer geschäftsführenden Akademieleiterin. Die  Seminarleiterinnen  und  Seminarleiter  kommen aus den verschiedensten Bildungsbereichen überwiegend Schleswig-Holsteins und sind Pädagogen, Fotografen, Historiker, Naturwissenschaftler, Designer, Publizisten, Theologen, Yogalehrer oder Persönlichkeitscoaches.

## Persönlichkeiten mit der Akademie verbunden
- Tobias Hochscherf (* 1976), Dozent für Medien-, Film- und Fernsehwissenschaften
- Claudia Knauer (* 1961), Referentin
- Ernst Kühl (1906–1993), Erster Vorstandsvorsitzender bis 1970
- Martin Stock (* 1957), Referent
- Otto von Stockhausen (1912–1992), Erster Schulleiter bis 1955
- Helmut Stubbe da Luz (* 1950), Referent
- Theo Vierck (1910–1998), Schulleiter bis 1967
- Uwe Westphal (* 1957), Referent